# Filip Francis
Filip Francis (Duffel, 1944–2023) was een Belgisch kunstenaar, gekend om zijn schilderijen en installaties.

## Carrière
Hij begon zijn kunststudies aan het Hoger Instituut Sint-Lukas Brussel en nam actief deel aan verschillende ondergrondse bewegingen, kunstenaarscollectieven en communes zoals het “Vacuum for New Dimensions” en haar programma aan tentoonstellingen, vertoningen en happenings. Zijn werk wordt door het kunstencentrum Argos Arts omschreven als “[…] probably the most obvious representative of the carefree liberty of cinematic usage in Belgian contemporary cinema. In his work the discovery of cinematic fact preserves all of its freshness, most probably because it was guided more spontaneously.”
Als schilder legde hij zich toe op het maken van abstracte schilderijen en plaatste zich zo in een lange traditie. Hij verlegde echter de grenzen van de menselijke visie door verder te schilderen dan we kunnen waarnemen en zich te concentreren op de zone die we zien zonder ernaar te kijken.

Francis vertrekt […] vanuit een conceptueel uitgangspunt waarbij de handeling, vaak met een zelfopgelegde retinale beperking, primeert op het eindresultaat. Hierdoor ontstaat een spanningsveld tussen de bedoeling, het experiment van de kunstenaar, en het beeld op zich.

Hij had onder meer een solotentoonstelling in ICC Antwerpen (1977) en nam deel aan groepstentoonstellingen in onder andere IAC, Villeurbanne (FR, 1985), CENTRALE, Brussel (2009), Extra City, Antwerpen (2012) en M HKA, Antwerpen (2019). Zijn werk werd opgenomen in de Collectie van de Vlaamse Gemeenschap.
- Bibliothèque nationale de France: cb15063132q (data)
- Gemeinsame Normdatei: 132734044
- International Standard Name Identifier: 0000 0004 5879 4616
- RKD-Nederlands Instituut voor Kunstgeschiedenis: 28958
- Système universitaire de documentation: 248521128
- Union List of Artist Names: 500063421
- Virtual International Authority File: 96113784
- WorldCat: E39PBJqvVtcjqkDBgWGX8PbTpP